# (16683) Alepieri
(16683) Alepieri ist ein Asteroid des Hauptgürtels, der am 3. Mai 1994 von den italienischen Astronomen Luciano Tesi und Gabriele Cattani am Osservatorio Astronomico della Montagna Pistoiese (IAU-Code 104) nordöstlich von San Marcello Pistoiese entdeckt wurde.
Der Asteroid wurde am 9. Januar 2001 nach dem italienischen Amateurastronomen Alessandro Pieri (1969–2000) benannt, einem Mitglied der Associazione Astrofili Valdinievole. Er beschäftigte sich mit der Beobachtung von Meteoren und der Astrophotographie.